# Elizabeth Hulette
Elizabeth Ann Hulette (Frankfort (Kentucky), 19 november 1960 - Atlanta (Georgia), 1 mei 2003), beter bekend als Miss Elizabeth, was een Amerikaans professioneel worstelmanager. Elizabeth werd beroemd als manager van "Macho Man" Randy Savage in World Wrestling Federation en World Championship Wrestling.

## Dood
Elizabeth werd dood aangetroffen in het huis van Lex Luger en overleed aan vergiftiging door een mix van pijnstillers en wodka.

## In worstelen
- Worstelaars managed
  - Randy Savage
  - Hulk Hogan
  - Lex Luger
  - Sting
  - Dusty Rhodes
  - Ric Flair
  - Brutus "The Barber" Beefcake

## Kampioenschappen en prestaties
- World Wrestling Federation
  - Slammy Award
    - "Woman of the Year" (1987)